# Охау (озеро)
Охау (англ. Lake Ōhau) — озеро в басейні Макензі на Південному острові Нової Зеландії. Річки Хопкінс і Добсон впадають у північний край озера Охау. Витоки цих річок знаходяться в Південних Альпах. Витоком озера є річка Охау, яка тече від південно-східного кута озера Охау і впадає у водосховище ГЕС на річці Вайтакі. Хребет Бар’єр (і зокрема гора Саттон 2007 м) домінує на західній стороні озера Охау, тоді як хребет Бен-Охау домінує на східній стороні озера Охау. На північному кінці озера, між річками Хопкінс і Добсон, лежить гірський хребет Науманн (найвища гора Гленмарі 2590 м).
Міністерство культури та спадщини Нової Зеландії дає переклад «місце Хау» для Охау, але альтернативним значенням може бути «вітряне місце».

## Клімат

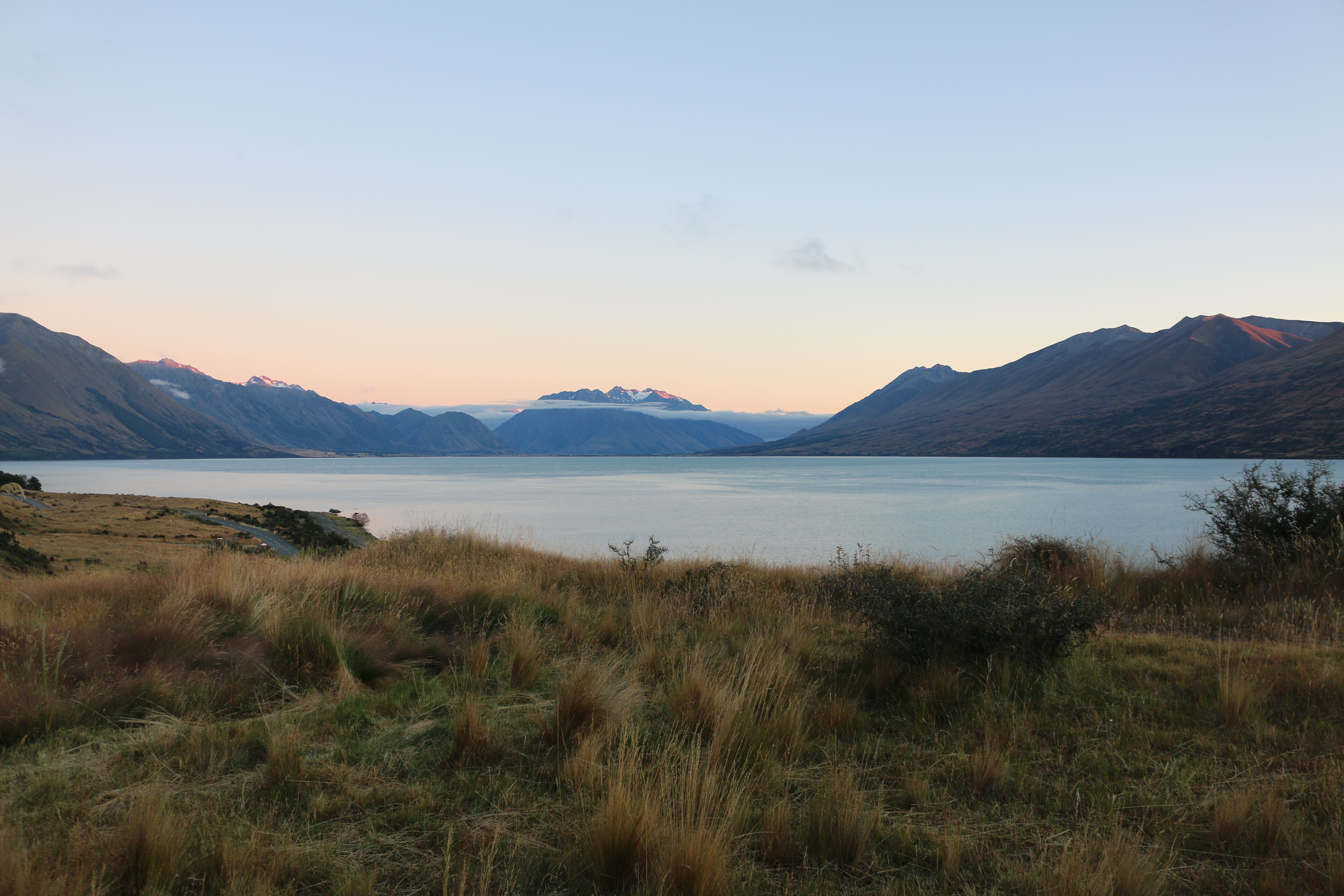
Озеро Охау з купинами на передньому плані

Найтепліший місяць року – лютий із середньою температурою 15,4 °C. Найнижча середня температура в році спостерігається в липні, коли вона становить близько 2,8 °C. Місячна кількість опадів коливається в середньому від 57 мм у лютому до 101 мм у жовтні. Сніг є звичайним явищем у червні, липні та серпні.

## Повінь 2022
У липні 2022 року озеро Охау постраждало від шторму, який майже раз за 100 років спричинив значні повені. Доступ до альпійського селища Озеро Охау та гірськолижного поля Охау було перекрито, коли міст на дорозі озера Охау розмило. Попри пошкодження, електромережі та телефонні лінії все ще працювали.